# Arabella Stanton
Arabella Stanton (11 aprile 2014) è un'attrice britannica. A maggio 2025 è stato annunciato che avrebbe interpretato il ruolo di Hermione Granger nella serie televisiva Harry Potter di HBO.

## Biografia
Stanton ha interpretato il ruolo di Matilda Wormwood nella produzione del West End di Matilda the Musical da settembre 2023 fino a marzo 2024. Ha anche interpretato Control nella produzione del West End del musical Starlight Express di Andrew Lloyd Webber da luglio 2024 a settembre 2024. Nel maggio 2025, è stata scelta per il ruolo di Hermione Granger nella prossima serie televisiva di Harry Potter, che sarà trasmessa su HBO; reciterà accanto a Dominic McLaughlin e Alastair Stout rispettivamente nei panni di Harry Potter e Ron Weasley. Le riprese dello spettacolo sono iniziate nell'estate del 2025, prima della data di uscita nel 2027.

## Filmografia

### Televisione
- Harry Potter  – serie TV, 8 episodi (2027-in corso)

## Teatro
- Matilda The Musical di Dennis Kelly, regia di Tim Minchin (2022-2024)
- Starlight Express (2024-2025)

## Doppiaggio
- Harry Potter — audiolibri, 3 libri (